# NGC 5463
NGC 5463 (другие обозначения — NGC 5463A, UGC 9017, MCG 2-36-40, ZWG 74.102, PGC 50299) — галактика в созвездии Волопас.
Этот объект занесён в новый общий каталог несколько раз, с обозначениями NGC 5463, NGC 5463A.
Этот объект входит в число перечисленных в оригинальной редакции «Нового общего каталога».